# 鶴ヶ峰駅
鶴ヶ峰駅（つるがみねえき）は、神奈川県横浜市旭区鶴ケ峰二丁目にある、相模鉄道相鉄本線の駅である。駅番号はSO09。

## 概要
開業初期より各駅停車のみが停車する駅であったが、近年では各駅停車に加えて快速、通勤特急、通勤急行の停車駅となっている。
当駅は様々なメディア、資料にて「鶴ヶ峰駅」（「ヶ」を小書きする）と「鶴ケ峰駅」（「ケ」を小書きしない）の2種類の表記が混在し、いわゆる表記揺れが生じている。なお、駅名看板や駅舎の表記は視認性やデザイン性を重視し、大文字の「ケ」を9割程度に縮小したものを使用している。

## 歴史
- 1930年（昭和5年）10月25日：開業。
- 1962年（昭和37年）5月14日：橋上駅舎完成、15日より営業開始[3]。
- 1999年（平成11年）2月27日：快速の運転が開始され、当駅が停車駅となる。
- 2007年 (平成19年）9月6日：南口に再開発ビル「ココロット鶴ヶ峰」オープン。
- 2017年（平成29年）3月25日：同日開幕の全国都市緑化フェア「第33回 全国都市緑化よこはまフェア」の開催に合わせ、当駅がメイン会場の一つ「里山ガーデン」の最寄駅のひとつになることから公式テーマソングGReeeeNの「キミマツ」を列車接近メロディーに導入。閉幕の同年6月4日まで期間限定で使用される[4]。
- 2019年（令和元年）11月30日：相鉄・JR直通線開業等に伴うダイヤ改正より、新設された通勤特急と通勤急行の停車駅となる[5]。横浜駅発着のいずみ野線直通の全列車が当駅に停車する。
- 2021年（令和3年）
  - 11月7日：2番線でホームドアの使用を開始[6]。
  - 11月14日：1番線でホームドアの使用を開始[6]。
- 2022年（令和4年）
  - 1月25日：連続立体交差事業の都市計画を決定[7]。
  - 6月21日：連続立体交差事業に着手[8]。
- 2033年（令和15年）度：連続立体交差事業完了（予定）[7]。

### 駅名の由来
駅所在地の地名「鶴ケ峰」から（鶴ケ峰の地名の由来については「鶴ケ峰#地名の由来」を参照のこと）。なお、鎌倉時代の歴史書『吾妻鏡』に登場する「鶴峯」は、この地域のことである。

## 駅構造
相対式ホーム2面2線を持つ地上駅で、橋上駅舎を有する。改札口は1か所のみである。上下線ホームそれぞれにトイレと待合室がある。
南口の再開発とともに、駅舎のバリアフリー設備対応工事によりエレベーターと階段部にエスカレーターが設置され、同時に再開発ビルへの連絡通路と店舗設置部分の増設工事も施工された。

### のりば
| 番線 | 路線     | 方向 | 行先                   |
| ---- | -------- | ---- | ---------------------- |
| 1    | 相鉄本線 | 下り | 海老名・湘南台方面     |
| 2    | 相鉄本線 | 上り | 横浜・羽沢横浜国大方面 |

### ギャラリー

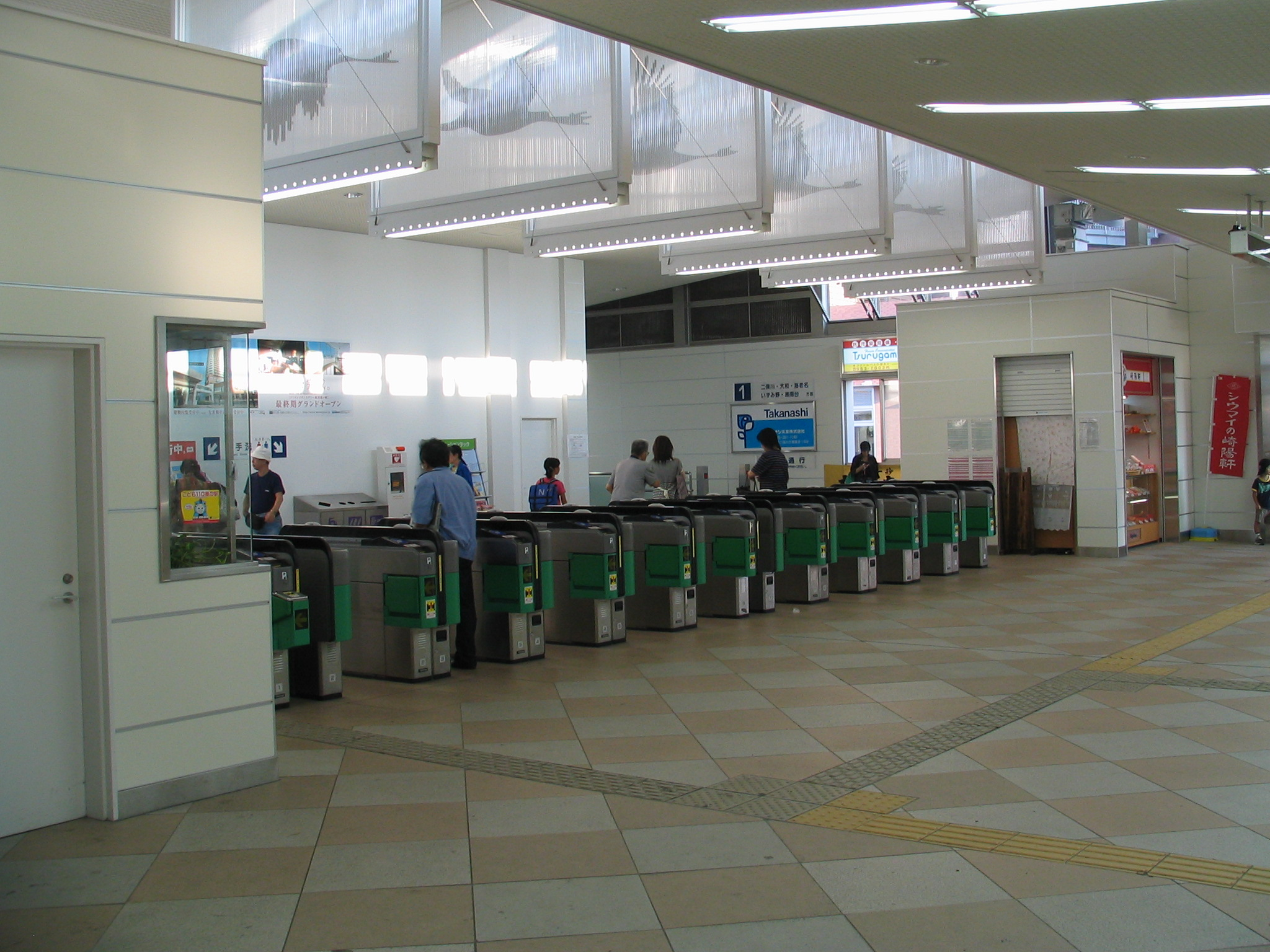
改札口（2007年9月）
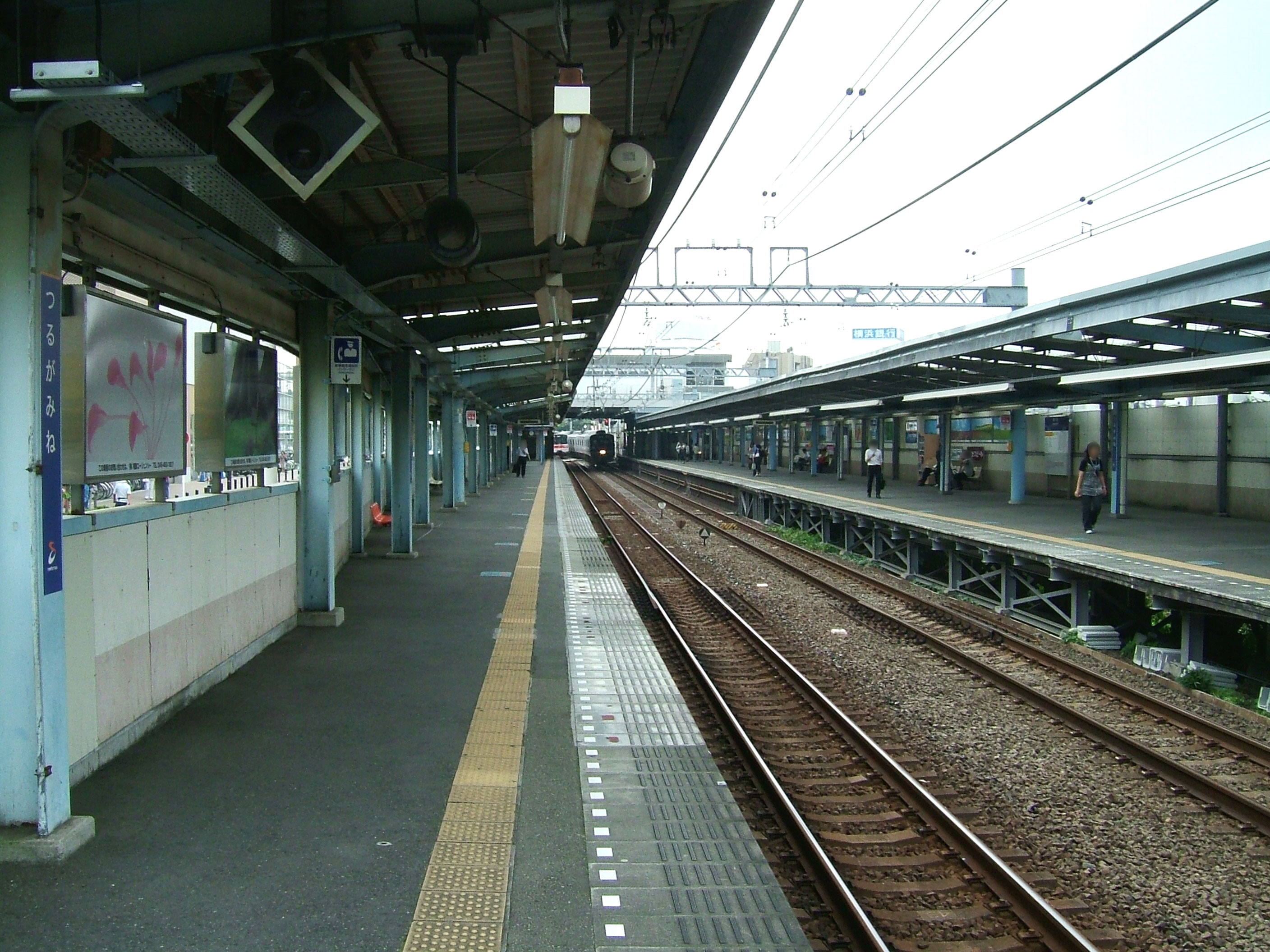
ホーム（2008年9月）
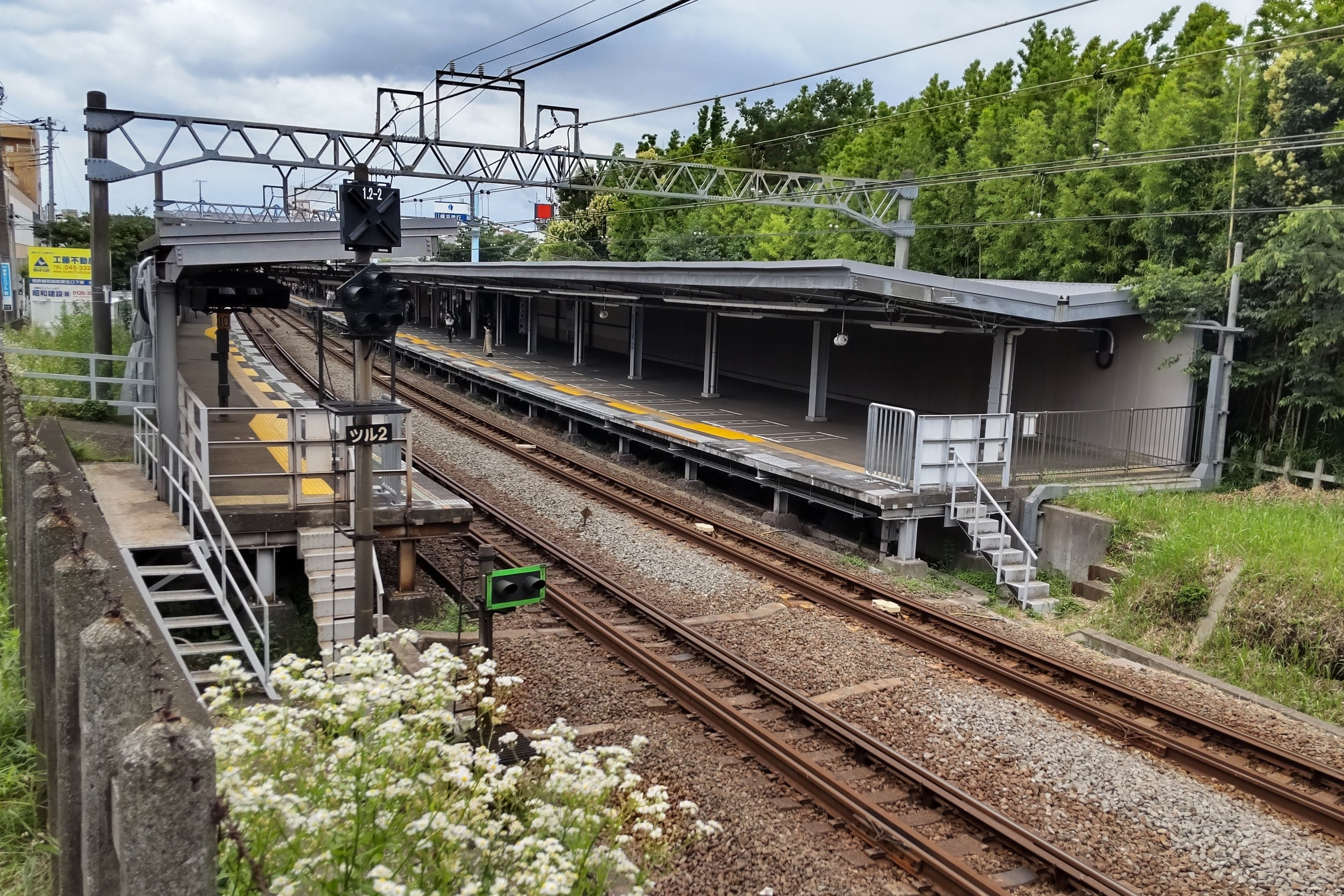
駅東側外観(2021年5月)

### 駅舎施設
売店、崎陽軒売店、ゆうちょ銀行ATM、セブン銀行ATM、ファミリーマート（改札内）が存在する。

### 連続立体交差事業

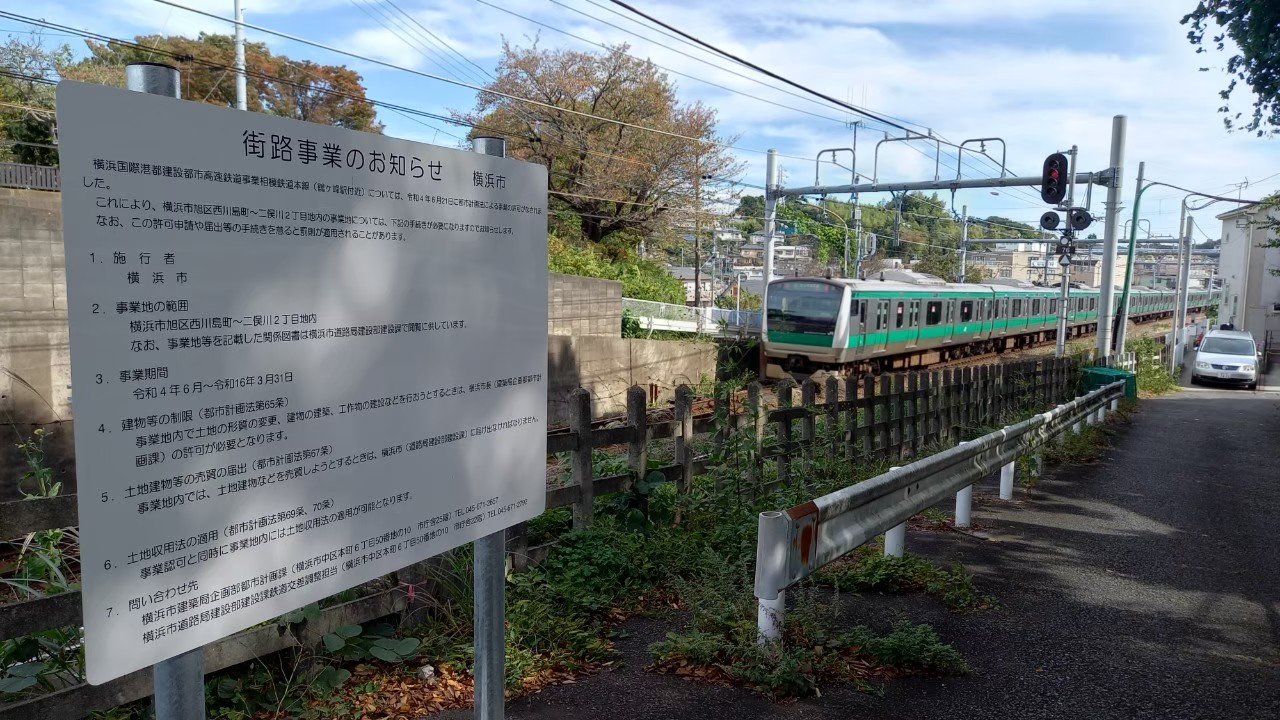
西川島町公園の南側に設置された「街路事業のお知らせ」（2022年10月撮影）

当駅を挟んだ西谷駅 - 二俣川駅間にて、連続立体交差事業（延長：約3,240 m、うち地下式 約2,130 m）が2022年（令和4年）6月より進められている。事業主体は横浜市、事業名は「相模鉄道本線（鶴ヶ峰駅付近）連続立体交差事業」。
この事業により計10か所の「開かずの踏切」が除却されるとともに、当駅はやや北寄りに移設され、相対式ホーム2面2線の地下駅となる予定である。事業完了は2033年（令和15年）度を予定している。

## 利用状況
2024年度の1日平均乗降人員は55,967人である。相鉄線全27駅中第5位。他路線に接続のない相鉄単独駅の中では利用客数が最も多い。
近年の1日平均乗降・乗車人員推移は下記の通り。
| 年度               | 1日平均 乗降人員 | 1日平均 乗車人員 | 出典     |
| ------------------ | ---------------- | ---------------- | -------- |
| 1980年（昭和55年） |                  | 27,918           | [ # 1 ]  |
| 1981年（昭和56年） |                  | 28,236           | [ # 1 ]  |
| 1982年（昭和57年） |                  | 28,605           | [ # 1 ]  |
| 1983年（昭和58年） |                  | 28,932           | [ # 1 ]  |
| 1984年（昭和59年） |                  | 29,548           | [ # 1 ]  |
| 1985年（昭和60年） |                  | 30,055           | [ # 1 ]  |
| 1986年（昭和61年） |                  | 30,808           | [ # 1 ]  |
| 1987年（昭和62年） |                  | 31,281           | [ # 1 ]  |
| 1988年（昭和63年） |                  | 32,214           | [ # 1 ]  |
| 1989年（平成元年） |                  | 32,110           | [ # 1 ]  |
| 1990年（平成02年） |                  | 32,096           | [ # 1 ]  |
| 1991年（平成03年） |                  | 32,333           | [ # 1 ]  |
| 1992年（平成04年） |                  | 32,107           | [ # 1 ]  |
| 1993年（平成05年） |                  | 32,452           | [ # 1 ]  |
| 1994年（平成06年） |                  | 32,110           | [ # 1 ]  |
| 1995年（平成07年） |                  | 31,706           | [ # 1 ]  |
| 1996年（平成08年） |                  | 30,732           | [ # 1 ]  |
| 1997年（平成09年） |                  | 29,989           | [ # 1 ]  |
| 1998年（平成10年） |                  | 29,626           | [ # 1 ]  |
| 1999年（平成11年） | 57,580           | 29,759           | [ * 1 ]  |
| 2000年（平成12年） | 56,637           | 29,298           | [ * 1 ]  |
| 2001年（平成13年） | 56,096           | 28,931           | [ * 2 ]  |
| 2002年（平成14年） | 54,905           | 28,270           | [ * 3 ]  |
| 2003年（平成15年） | 53,986           | 27,764           | [ * 4 ]  |
| 2004年（平成16年） | 53,502           | 27,504           | [ * 5 ]  |
| 2005年（平成17年） | 53,946           | 27,665           | [ * 6 ]  |
| 2006年（平成18年） | 53,998           | 27,661           | [ * 7 ]  |
| 2007年（平成19年） | 55,206           | 28,311           | [ * 8 ]  |
| 2008年（平成20年） | 56,346           | 28,845           | [ * 9 ]  |
| 2009年（平成21年） | 56,463           | 28,855           | [ * 10 ] |
| 2010年（平成22年） | 56,455           | 28,751           | [ * 11 ] |
| 2011年（平成23年） | 55,747           | 28,349           | [ * 12 ] |
| 2012年（平成24年） | 56,266           | 28,580           | [ * 13 ] |
| 2013年（平成25年） | 57,067           | 28,990           | [ * 14 ] |
| 2014年（平成26年） | 56,497           | 28,577           | [ * 15 ] |
| 2015年（平成27年） | 57,367           | 29,011           | [ * 16 ] |
| 2016年（平成28年） | 57,578           | 29,090           | [ * 17 ] |
| 2017年（平成29年） | 57,607           | 29,070           | [ * 18 ] |
| 2018年（平成30年） | 57,578           | 29,027           | [ * 19 ] |
| 2019年（令和元年） | 57,070           | 28,819           | [ * 20 ] |
| 2020年（令和02年） | 45,320           | 22,815           | [ * 21 ] |
| 2021年（令和03年） | 47,661           | 23,989           | [ * 22 ] |
| 2022年（令和04年） | 51,322           | 25,787           | [ * 23 ] |
| 2023年（令和05年） | 54,493           |                  |          |
| 2024年（令和06年） | 55,967           |                  |          |

## 駅周辺

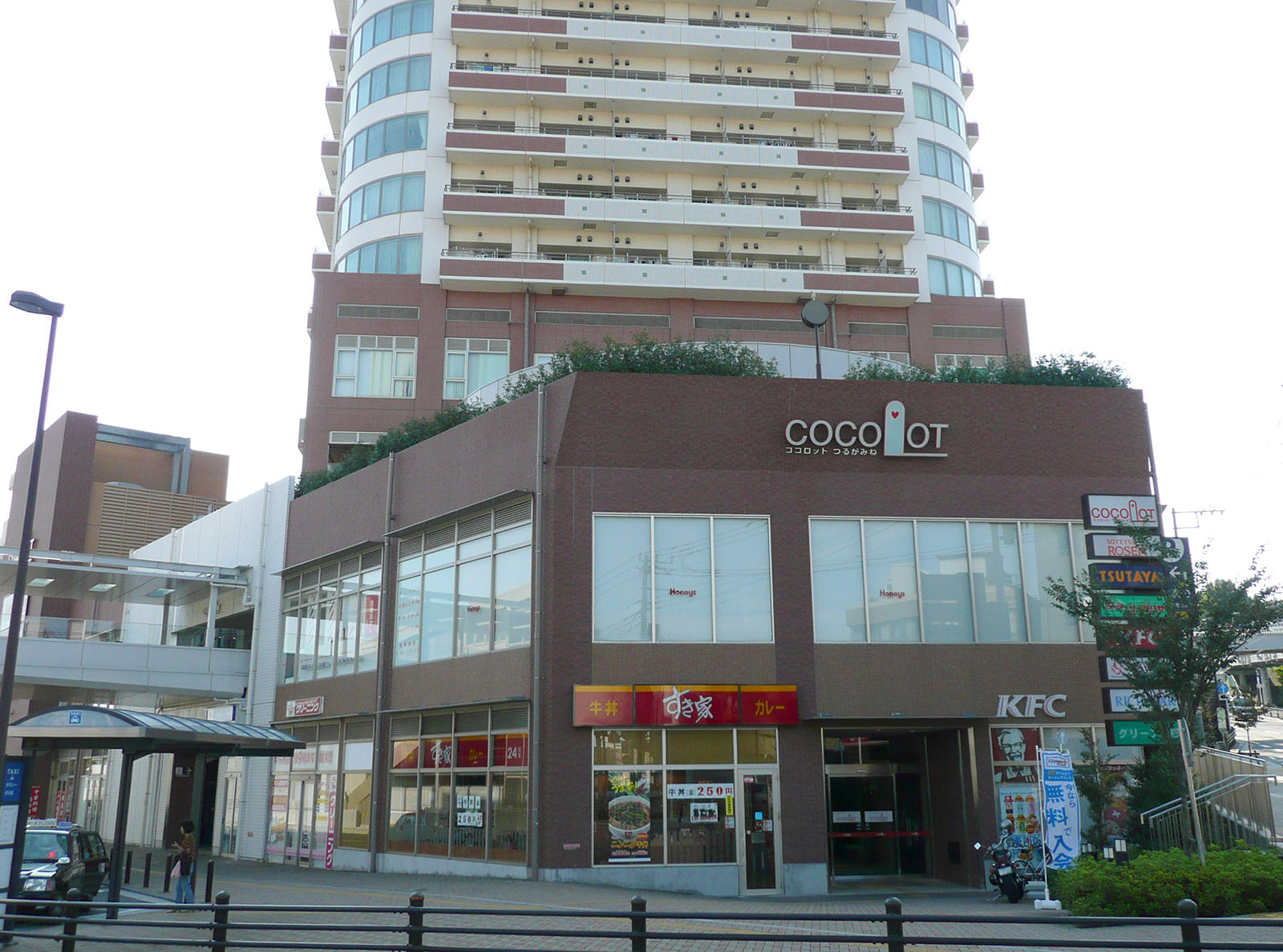
ココロット鶴ヶ峰（2011年8月）

横浜市旭区の行政機関が集中しており、隣接駅の二俣川駅周辺と共に横浜市、および旭区における主要な生活拠点（旧:副都心）に位置付けられている。駅南口地区では横浜市が中心となり『ゆめはま2010計画』という位置付けで、マンションを中心とした29階建ての再開発ビルが建設された。ビルの商業テナント部分は「ココロット鶴ヶ峰」という名称で2007年9月6日に開業、ビルの2階と駅舎部が直結する構造となっている。また、当駅は高梨乳業本社・横浜工場の最寄り駅でもある。
神奈川大学附属中・高等学校や神奈川県立保土ケ谷高等学校等の最寄り駅として指定されているため、通学の利用も多い。
北口と南口を車両で往来する方法としては主に駅傍にある踏切を渡るしかなく、鉄道の往来が多くなると遮断時間が長くなり「開かずの踏切」となる。これを解消するため、連続立体交差事業（地下化）が進められている。

### 北口
大型バスターミナルや国道16号がある。周辺道路はすべて片側1車線であり、タクシーが駅舎近傍まで乗り入れる。踏切の影響もあって慢性的な渋滞がある。帷子川の傍には帷子川親水緑道がある。
駅開業当初から多くの小売商店が集まり、金融・医療機関も複数種類がある。
- 横浜市旭区役所
- 横浜市旭消防署
- 横浜市立旭図書館
- 横浜市水道局 旭・瀬谷サービスセンター
- 旭土木事務所
- 資源循環局　旭事務所
- みずほ銀行鶴ヶ峰支店
- 横浜銀行鶴ヶ峯支店
- 横浜信用金庫鶴ヶ峰支店
- 鶴ヶ峯駅前郵便局
- 西友鶴ヶ峰店
- オーケー 鶴ヶ峰店
- 帷子川親水緑道
- 白根神社
- 鶴ケ峰配水池
- 畠山重忠公碑
- 国道16号（八王子街道）
- 神奈川県道40号横浜厚木線（厚木街道）
- よこはま動物園ズーラシア（北口バスターミナルから路線バス）
- 竜泉寺の湯 横濱鶴ヶ峰店（北口バスターミナルより路線バス）
- 神奈川大学附属中・高等学校（北口バスターミナルより路線バス）
- 横浜商科大学高等学校
- 旭プール

### 南口
駅舎から2階連絡通路で直結するココロット鶴ヶ峰が開業し、医療機関、保育園、スーパーマーケット、ファミリーレストラン、レンタルCDショップ、携帯電話ショップ等が集合した。
- ココロット鶴ヶ峰
  - そうてつローゼン鶴ヶ峰店
  - 旭区市民活動支援センター「みなくる」
- 横浜鶴ヶ峰郵便局
- 東京個別指導学院鶴ヶ峰教室
- 東進衛星予備校 鶴ヶ峰駅前校
- 高梨乳業本社・横浜工場・神奈川中央営業所
- 横浜市立鶴ヶ峯小学校
- 横浜市立本宿小学校
- 鶴ヶ峯幼稚園
- グリーンヒル学園グリーンヒル幼稚園
- 横浜鶴ヶ峰病院
- 怡土福祉会 くぬぎ台
- 特養老人ホームかわしまホーム
- 神奈川県立保土ヶ谷高等学校（南口バスターミナルより路線バス）

## バス路線
最寄りの停留所は「鶴ヶ峰駅」（鶴ヶ峰バスターミナル）、「鶴ヶ峰駅北口」、「鶴ヶ峰駅南口」の3か所があり、横浜市交通局（横浜市営バス）・神奈川中央交通・相鉄バスが運行する下記の路線バスが乗り入れている。ほとんどのバス路線は国道16号と橋梁で結ばれているバスターミナルを経由、あるいは起終点としているが、相鉄バス浜16・旭75系統のみ「鶴ヶ峰駅南口」停留所が起終点となりバスターミナルには乗り入れない。相鉄バス旭1系統はバスターミナルを出ると、「鶴ヶ峰駅北口」停留所、「鶴ヶ峰駅南口」停留所の順に経由する（鶴ヶ峰駅行きはその逆の順番）。
バスターミナルは一般車両、およびタクシー等の進入は禁止されている。橋梁は歩道も整備されているので、国道16号方面から当駅への徒歩アクセスのひとつとなっている。

### 鶴ヶ峰駅
駅から北西方向に約200メートル離れた「鶴ヶ峰バスターミナル」を発着する。下記では横浜市営バス・神奈川中央交通・相鉄バスをそれぞれ横浜市営・神奈中・相鉄と略して表記する。
- 1番乗り場
  - 129：新横浜駅前行（横浜市営）
  - 211：福寿荘前行（横浜市営）
  - 5・横04・横52・旭10：横浜駅西口行（神奈中・相鉄）
  - 峰03：中山車庫行（神奈中）
- 2番乗り場
  - 旭1：二俣川駅南口行（相鉄）
  - 旭9：よこはま動物園行（相鉄）
- 3番乗り場
  - 未使用
- 4番乗り場
  - 5・115：若葉台中央行（神奈中）
  - 峰02：十日市場駅行（神奈中）
  - 間01・横04：鶴間駅東口行（神奈中）
- 5番乗り場
  - 横52・中53：中山駅行（神奈中）
- 6番乗り場
  - 5：今宿行（神奈中）
  - 115：今宿ハイツ循環／グリーンヒル上白根行（神奈中）
- 7番乗り場
  - 旭11・旭15：中山駅行／西ひかりが丘行（相鉄）
- 8番乗り場
  - 旭10・旭12：旭台行／よこはま動物園行（相鉄）
- 9番乗り場
  - 5・旭10：よこはま動物園行／よこはま動物園北門行

### 鶴ヶ峰駅北口
駅から約300メートルほど離れた場所を発着する。相鉄バスにより運行されている。
- 旭1：二俣川駅南口行／鶴ヶ峰駅行

### 鶴ヶ峰駅南口
相鉄バスにより運行されている。
- 旭1：二俣川駅南口行／鶴ヶ峰駅行
- 旭75：くぬぎ台団地行／介護施設くぬぎ台行
- 浜16：星川駅行

#### 旧バスターミナル
鶴ヶ峰駅北口と旭区役所の中間地点（鎧橋の南側）に存在したバスターミナルで、利用客増加に伴う周辺道路の混雑と発着路線増加に伴い、1992年に現在のバス専用ターミナル（前述の鶴ヶ峰駅バス停）へ移転した。跡地は現在駐車場に整備されており、駐車場内に一部路線（鶴ヶ峰駅バス停行き）の鶴ヶ峰駅北口バス停として残されている。
当時、旧バスターミナルは相鉄バスのみの発着であり、横浜市営バスと神奈川中央交通は現在の鶴ヶ峰本町バス停を鶴ヶ峰バス停として使用していた。このバス停に至る上りのバスのみが旧国道16号を経由しているのは、バス専用ターミナルがなかった当時はこのバス停付近にある鶴ヶ峰交差点を利用して国道16号方面に折り返す必要があったことの名残りである。

## その他
- 横浜市の副都心計画の中には当駅への急行停車計画も盛り込まれている[注釈 1]。
- 旭区発足40周年および旭ジャズまつり20周年記念として、2009年7月16日から数か月間「A列車で行こう」を列車接近メロディとして試行導入していた[16]。その後2013年夏にもジャズの接近メロディが導入されている。
- 2010年にフジテレビ系で放送されたテレビドラマ『流れ星』第1話の撮影で、ザ・プライス（現・三和鶴ヶ峰店）横の踏切が使われた。

## 隣の駅
相模鉄道
 相鉄本線
■特急
通過
■通勤特急（平日上りのみ運転）・■通勤急行（平日上りのみ運転）・■快速・■各駅停車
西谷駅 (SO08) - 鶴ヶ峰駅 (SO09) - 二俣川駅 (SO10)
- 当駅 - 二俣川駅間には、1960年まで二俣下川駅が存在していた。